# ویلیامینا فلمینگ
ویلیامینا پاتون استیونس فلمینگ (۱۵ مه ۱۸۵۷–۲۱ مه ۱۹۱۱) یک اخترشناس اسکاتلندی آمریکایی بود. در طول دوران حرفه‌ای او به ایجاد سیستم تعیین مشترک برای ستاره‌ها و فهرست هزاران ستاره و سایر پدیده‌های نجومی کمک کرد. از جمله دستاوردهای حرفه‌ای او در زمینه ستاره‌شناسی کشف سحابی سر اسب در سال ۱۸۸۸ است.

## زندگی‌نامه
ویلیاما فلمینگ در ۱۵ مه ۱۸۵۷ از مادری به نام مری و پدری به نام رابرت استیونز در داندی، اسکاتلند متولد شد. او در آنجا، در سال ۱۸۷۷، با جیمز اور اورل فلمینگ، حسابدار و نابغه داندی، ازدواج کرد. او مدت کوتاهی به عنوان یک معلم مشغول به کار بود، وقتی که زن در ۲۱ سالگی به بوستون، ماساچوست، ایالات متحده آمریکا مهاجرت کرد.

## رصدخانه کالج هاروارد
پس از آنکه او و فرزندش توسط جیمز فلمینگ رها شدند، او به عنوان خدمتکار در خانه پروفسور ادوارد چارلز پیکرینگ کار می‌کرد و مدیر رصدخانه کالج هاروارد (HCO) بود. داستان گفته شد که پیکرینگ اغلب با عملکرد "رایانه" (همه مردان) در رصدخانه ناامید شده و، به نظر می‌رسد، با صدای بلند شکایت می‌کند: "خدمتکار اسکاتلندی من می‌تواند بهتر انجام شود!"
در سال ۱۸۸۱، پیکرینگ فلمینگ را برای پیوستن به HCO استخدام کرد و به نحوه تجزیه و تحلیل طیف‌های ستاره ای آموزش داد. او اولین کارشناس کاملی از کامپیوترهای انسان بود که توسط پکینگینگ در HCO ایجاد شده بود. به زودی او یک سیستم برای طبقه‌بندی ستاره‌ها را بر اساس میزان نسبی هیدروژن مشاهده شده در طیف آن‌ها طراحی کرد. (ستاره‌هایی که هیدروژن را به عنوان عنصر فراوان بیشتر طبقه‌بندی می‌شوند؛ رده‌های هیدروژنی به عنوان عنصر فراوان دوم، B و غیره) بعدها، Annie Jump Cannon یک سیستم طبقه‌بندی بهبود یافته براساس دمای سطح ستاره‌ها ایجاد کرد.
فلمینگ در فهرست بندی ستاره‌ها که بعدها به عنوان کاتالوگ هنری دراپر منتشر شد، کمک کرد. در نه سال تلاش او بیش از ۱۰٬۰۰۰ ستاره را فهرست کرد. در طول کارش او ۵۹ سحابی گازی، بیش از ۳۱۰ ستاره متغیر و ۱۰ عدد نوده را کشف کرد. در سال ۱۹۰۷ او فهرستی از ۲۲۲ ستاره متغیر که او کشف کرده بود منتشر کرد.

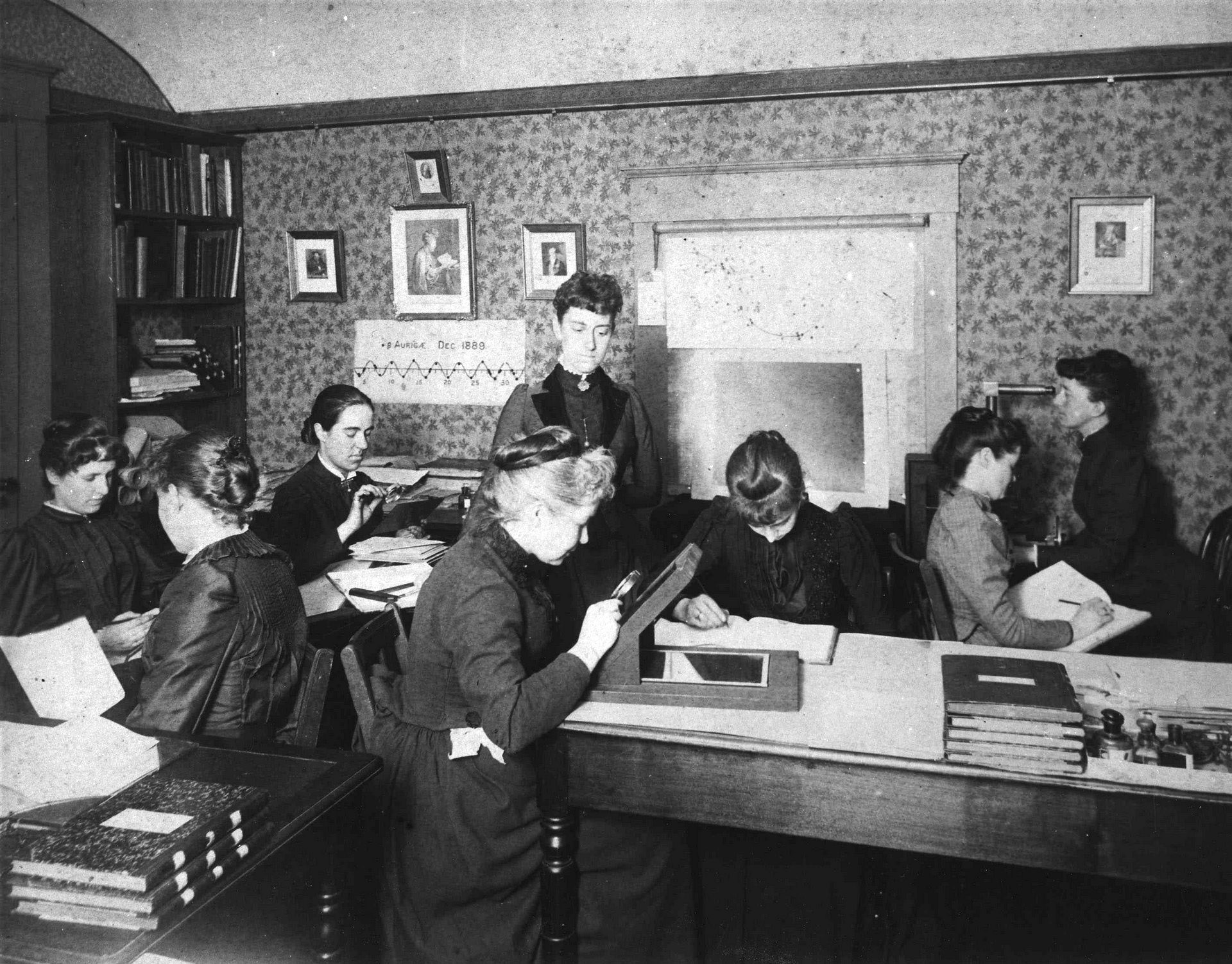
"هیرم پیکرینگ، به اصطلاح، برای گروه کامپیوترهای رایانه ای در رصدخانه کالج هاروارد، که برای ستاره‌شناس ادوارد چارلز پیکرینگ کار کرده بود، شامل رایانه و اخترشناس هاروارد هنریتا سوان لیویت، آنی پرش کانن، ویلیامین فلمینگ و آنتونیای موری.

در سال ۱۸۸۸، فلمینگ سحابی اسب را بر روی یک صفحه تلسکوپ فتوگرامتری کشف کرد که توسط ستاره‌شناس W. H. Pickering، برادر E.C. Pickering؛ او سحابی درخشان (که بعدها به عنوان IC 434 نامیده می‌شود) را توصیف کرد، به عنوان داشتن یک سوراخ نیم دایره ای ۵ دقیقه ای در قطر ۳۰ دقیقه جنوب Zeta Orionis. انتشارات حرفه‌ای بعدی از این امر غفلت نگرفتند تا فلمینگ و وات. پی. اولین کاتالوگ فهرست Dreyer، نام فلمینگ را از فهرست مشارکت کنندگان حذف کرد و سپس اشیاء آسمان را در هاروارد کشف کرد، و کل کار را فقط به «پیکرینگ» تقسیم کرد - به‌طور قابل ملاحظه ای به معنی E. C. Pickering، مدیر HCO. اما با گذشت دومین فهرست کاتالوگ درایر، در سال ۱۹۰۸، فلمینگ و همکارانش در HCO به اندازه کافی شناخته شده بودند تا اعتبار مناسب برای اکتشافاتشان دریافت کنند؛ همچنان، اولین مشاهدات خود را از سحابی‌های اسب سواری به‌طور معمول غیرمجاز بود.
در سال ۱۸۸۶، فلمینگ مسئول ده‌ها زن استخدام شده برای محاسبه طبقه‌بندی‌های ریاضی و ویرایش نشریات رصدخانه بود. در سال ۱۸۹۹، او به عنوان مدیر هنری عکس‌های نجومی در دانشگاه هاروارد ساخته شد و در سال ۱۹۰۶، عضو افتخاری انجمن سلطنتی نجوم لندن، اولین زن آمریکایی بود که چنین افتخارآمیز بود. به زودی پس از او به عنوان افتخاری در ستاره‌شناسی کالج Wellesley منصوب شد. اندکی پیش از مرگ او، انجمن نجوم مکزیک، مدال گوادالوپ الماندوو را برای کشف ستارگان جدید خود به او اختصاص داد. او یک مطالعه عکاسی از ستارگان متغیر (۱۹۰۷) منتشر کرد. او کشف کوتوله‌های سفید خود را (۱۹۱۰) منتشر کرد. او همچنین Spectra و Magniteses عکاسی ستاره‌ها را در مناطق استاندارد منتشر کرد (۱۹۱۱).
او در ۲۱ مه ۱۹۱۱ در بوستون جان سپرد.

## افتخارات
Fleming مترجم قمری به نام «الکساندر فلمینگ» (به انگلیسی: Alexander Fleming) نامگذاری شد.
در سال ۱۹۰۶، او عضو افتخاری انجمن سلطنتی نجوم لندن، اولین زن آمریکایی بود که تا آن زمان انتخاب شد

## میراث
رایانه‌های "زنان" هاروارد در طول عمر خود مشهور بودند، اما در قرن بعد به‌طور عمده فراموش شده بودند. در حدود 2015 Lindsay Smith Zrull، مدیر مجموعه مجموعه Plate Stacks هاروارد، در حالی که تلاش برای فهرست کردن، دیجیتالی کردن و اختصاص دادن صفحات نجومی برای DASCH، تعداد ۱۱۸ جعبه مجموعاً که هر کدام شامل ۲۰ تا ۳۰ نوت بوک، از رایانه‌های زن و ستاره شناسان اولیه هاروارد بود، یافت شد. درک اینکه حجم ۲۵۰۰ + در خارج از محدوده کار او با DASCH بود، اما لیندسی مایل بود که مطالب را حفظ کند و در دسترس قرار گیرد، لیندسی به کتابداران مرکز هیستوپاتولوژی هاروارد-اسمیتسونیان رسید. شروع از یک کاتالوگ ایجاد شده توسط جو تیمکو در دهه ۱۹۷۰، کتابخانه ولباخ پروژه PHaEDRA (حفظ داده‌های اولیه هاروارد و پژوهش در نجوم) را راه اندازی کرد. از تاریخ اکتبر سال ۲۰۱۷ حدود ۲۰۰ جلد منتشر شده‌است؛ دو نوت بوک رایانه‌های زن (که هنوز شامل Fleming نیستند) از طریق وب سایت داوطلبان دیجیتال اسمیتسونیان فهرست شده‌است که از داوطلبان درخواست کرد تا آن‌ها را رونویسی کنند، وظیفه ای که انتظار می‌رود سال‌ها برای همه نوت بوک‌ها باشد. داینا بوکین، کتابدار سرلین وولباخ، گفت که هدف این است که متن کامل جستجوی این تحقیق را فعال کنید: "اگر شما برای ویلیامینا فلمینگ را جستجو کنید، نمی‌خواهید ذکر او را در یک نشریه که در آن نیست، پیدا کنید نویسنده کار او است. شما قصد دارید کار خود را پیدا کنید. "
در ژوئیه ۲۰۱۷، مرکز هوروارد-اسمیتسونیان کتابخانه Wolbach Astrophysics، یک نمایش را نشان می‌دهد که کارهای فلمینگ را نشان می‌دهد، از جمله کتاب نامه‌ای که شامل کشف حشره افسانه ای است. این کتابخانه ده‌ها تن از کارهای فلمینگ را در مجموعه PHaEDRA خود دارد.

## بیشر بخوانید
- Sobel, Dava (2016). The Glass Universe: How the Ladies of the Harvard Observatory Took the Measure of the Stars. Penguin. ISBN 978-0-670-01695-2.

### عقاید
- MNRAS 72 (1912) 261